# Żdżary (Piastów)
Żdżary – dawna wieś, obecnie w granicach miasta Piastowa, w województwie mazowieckim, w powiecie pruszkowskim. Jeden z prekursorów współczenego miasta (obok Utraty), w północnej jego części.
Żdżary to dawna wieś położona między Konotopą a Gołąbkami, należąca od 1867 do gminy Ożarów w powiecie warszawskim w guberni warszawskiej. W 1827 roku miała 51 mieszkańców.
W 1908 roku Wiktoryn Sonin przeprowadził parcelację gruntów Żdżar po obu stronach toru kolejowego. W wyniku tego powstało pięć kolonii o nazwie Utrata, oznaczanych literami od A do E
W okresie międzywojennym Żdżary należały do powiatu warszawskiego w woj. warszawskim. W 1921 roku liczba mieszkańców wynosiła 50 (25 mężczyzn i 25 kobiet).
1 kwietnia 1930 weszły w skład nowo utworzonej wiejskiej gminy Piastów. 20 października 1933 weszła w skład gromady Piastów Północ w granicach gminy Piastów.
Po wojnie zachowały przynależność administracyjną. 1 lipca 1952 zniesiono gminę Piastów nadając jej status miasta, w związku z czym Żdżary stały się integralną częścią Piastowa; jednocześnie nowe miasto Piastów weszło w skład nowo utworzonego powiatu pruszkowskiego. Z czasem nazwa Żdżary wyszła z użytku.